# Studénka (stacja kolejowa)
Studénka – stacja kolejowa w Studénce, w kraju morawsko-śląskim, w Czechach. Znajduje się na wysokości 235 m n.p.m. i leży na liniach kolejowych nr 270, 279 i 325. 
8 sierpnia 2008 roku na terenie stacji (w odległości około jednego kilometra od budynku) miała miejsce katastrofa kolejowa pociągu relacji Kraków-Praga, który wjechał w zawalony, remontowany wiadukt na drodze krajowej nr 464.